# Mercury Cougar
Pour les articles homonymes, voir Cougar.
Ne doit pas être confondu avec Ford Cougar.
Mercury Cougar est le nom d'une gamme d'automobiles proposées par Mercury, filiale de Ford, de 1967 à 1997, puis de 1999 à 2002. Si le nom évoque un coupé, la Mercury Cougar va cependant revêtir, au fil de ses huit générations, d'autres types de carrosserie : cabriolet, berline quatre portes, familiale et cinq portes. Produite à 2 972 784 exemplaires, la Cougar est le plus vendu des modèles Mercury.

## Historique

### Première génération (1967-1970)

#### 1967
Présentée le 2 août 1966, mise en vente le 30 septembre, cette pony car apparaît comme une version étirée et luxueuse de la Ford Mustang, « au style unique ». Elle est conçue sur la plate-forme de la Mustang, avec un empattement plus long de trois pouces (76 mm), une meilleure insonorisation et un aménagement intérieur plus opulent. Les feux avant sont escamotables (agrément qui disparaîtra en 1971). La Mercury Cougar 1967 n'existe qu'en deux versions : le coupé standard et le coupé XR-7. La motorisation va du V8 289 ci (4,7 litres), évalué à 195 hp, au V8 390 ci (6,4 litres), évalué à 335 hp.

#### 1968
En 1968, deux nouveautés apparaissent : la GT-E et la XR-7G (série spéciale de peu de succès, produite une seule année).

## Au cinéma et à la télévision

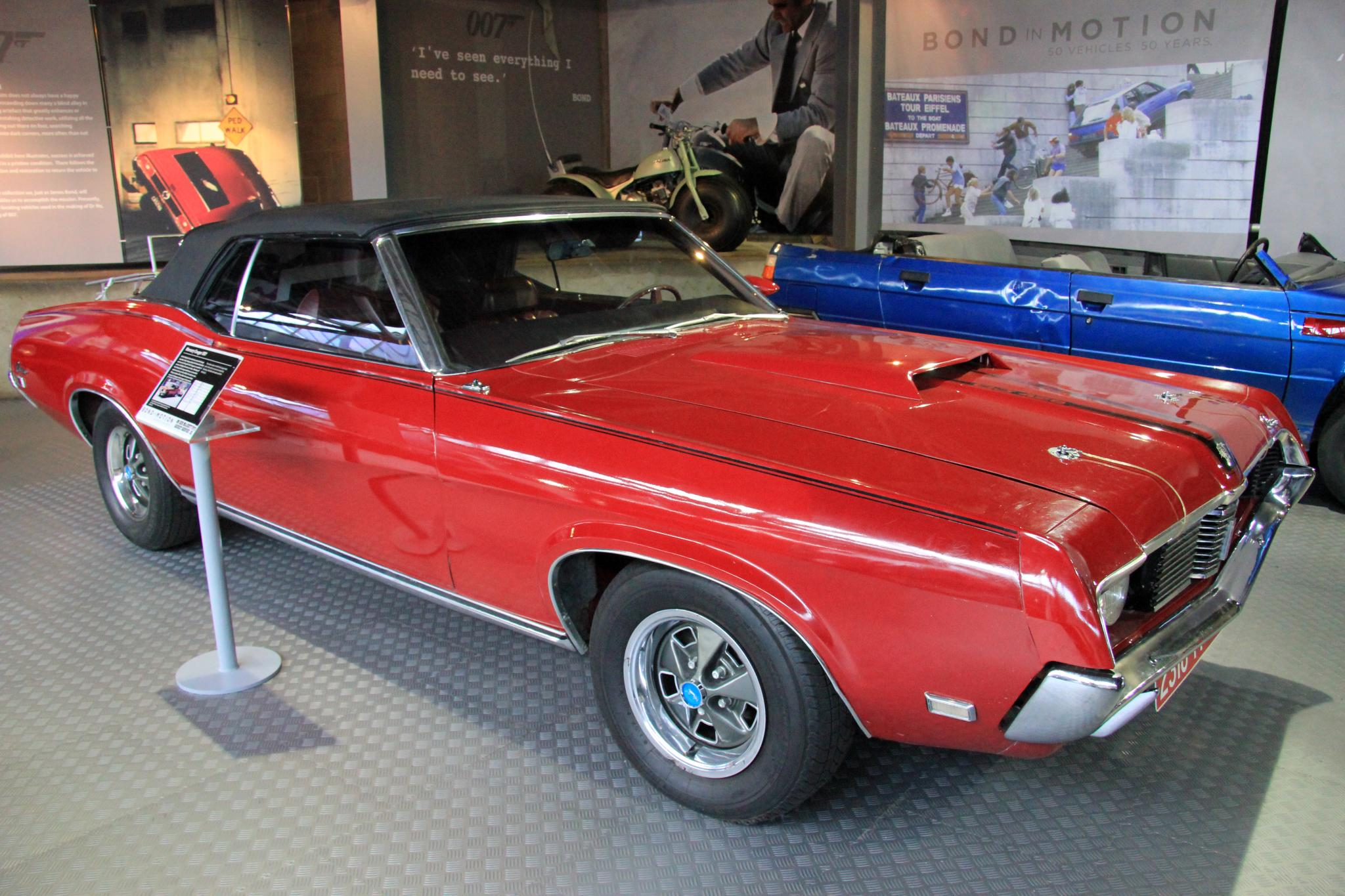
Au musée automobile de Beaulieu, l'une des trois Mercury Cougar XR-7 1969 ayant participé au tournage dAu service secret de Sa Majesté.

- Une Mercury Cougar XR-7 de 1969 tient la vedette dans une scène culte du sixième film de James Bond, Au service secret de Sa Majesté (1969)[5]. Conduite par Tracy, elle se faufile dans une course de voitures sur glace, poursuivie par des malfaiteurs qui la canardent. Elle franchit la ligne d'arrivée en tête.
- On voit des Mercury Cougar dans The Blues Brothers (1980)[6], 48 heures (1982)[7] et Génération rebelle (1993)[8].
- George Clooney et Quentin Tarantino conduisent une Cougar XR-7 de 1968 dans Une nuit en enfer (1996)[9].
- Des Mercury Cougar apparaissent dans nombre de séries télévisées[10]. Ainsi, dans Deux flics à Miami, saison 2 (1985-1986), épisode 10 (Le Prix fort), Gina conduit un cabriolet XR-7 blanc de 1971. Dans la saison 3 (1986-1987), elle conduit la même voiture, peinte en gris[2].